# Coffre de contrescarpe
Le coffre de contrescarpe est un organe de flanquement du fossé d'un fort. Son rôle est semblable à la caponnière, sauf qu'il est intégré à la contrescarpe du fossé et non au fort.
Situé aux saillants d'un fort, il peut être simple ou double tirant ainsi dans une ou deux parties du fossé. Le plus souvent mais pas nécessairement, le coffre de contrescarpe est relié au reste du fort par une galerie passant sous le fossé. 
Sa position avancée vers l'ennemi, le rend vulnérable au travail de sape, il est ainsi, fréquemment, le point de départ pour des galeries de contre-mines.

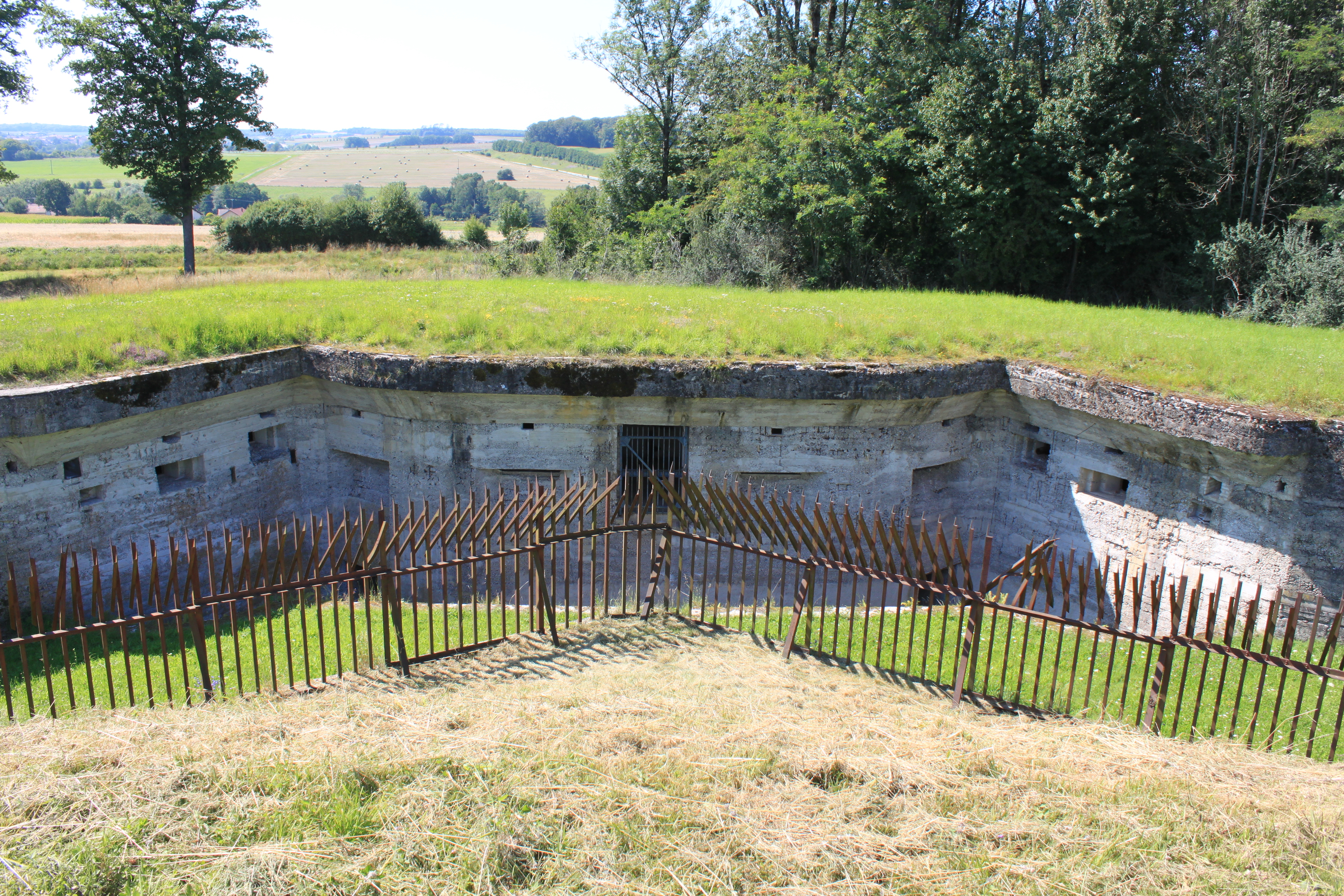
Coffre de contrescarpe du fort d'Uxegney, vu depuis le fort.
Plans-type de coffre de contrescarpe.